# Miguel Sánchez-Mazas Ferlosio
Miguel Sánchez-Mazas Ferlosio (Peschiera, 3 de septiembre de 1925 - San Sebastián, 6 de mayo de 1995) fue un filósofo, profesor y matemático, valorado por desarrollar la filosofía analítica en España.

## Biografía
Miguel Sánchez-Mazas Ferlosio fue hijo de Liliana Ferlosio Vitali y de Rafael Sánchez Mazas, así como hermano de Chicho, Rafael y Gabriela Sánchez Ferlosio. Pasó sus primeros años en Roma, donde su padre trabajaba como corresponsal. Obtuvo la licenciatura en Ciencias Exactas, que simultaneó con estudios de Filosofía en la Universidad Complutense de Madrid.
Desde el Instituto Luis Vives del CSIC trató, junto con un grupo de jóvenes licenciados, de desarrollar a comienzos de la década de los cincuenta, «la información, la documentación, la investigación y la docencia en áreas en aquella época tan desatendidas, si no hostigadas por recelo, por parte de la cultura oficial, como la lógica matemática, la epistemología y la filosofía, metodología e historia de la ciencia, concebidas de modo moderno, abierto y crítico», según sus propias palabras. Se constituyeron así la Sociedad Española de Epistemología e Historia de la Ciencia y el Seminario de Lógica Matemática, y comenzaron a publicarse los «Cuadernos» del Seminario, así como la revista Theoria, de la que el profesor Sánchez-Mazas sería su director, y que posibilitó mediante recensiones y discusión crítica la introducción de nuevas corrientes del pensamiento filosófico.

## Actividad política y exilio
En 1955, a los veintinueve años, obtuvo el Premio Menéndez Pelayo del CSIC por su obra Fundamentos matemáticos de la lógica formal, que sólo podrá ser publicado ocho años después en Venezuela, pues en el año 1956 es detenido por su participación directa en las protestas estudiantiles contra el Régimen de Franco, tras lo cual partió al exilio del que sólo pudo regresar tras la muerte del dictador. Miembro de la Delegación exterior de la Agrupación Socialista Universitaria (ASU), y afiliado a la UGT y al PSOE en Ginebra, redactó varios folletos sobre la situación social y económica española, por lo que fue condenado en rebeldía a 12 años de prisión por el Tribunal de Orden Público.
Promovió la renovación del socialismo español desde el exilio, desarrollando una activa labor de denuncia internacional del franquismo desde la tribuna del Grupo de Trabajadores de la Organización Internacional del Trabajo (OIT). Durante una década fue profesor encargado de curso en la Universidad de Neuchâtel, donde se doctoró.

## Regreso a España
En 1982 fue nombrado Catedrático Extraordinario de la Universidad del País Vasco pasando a desempeñar el cargo de Director de su Departamento de Lógica y Filosofía de la Ciencia. En 1978 había fundado el Centro de Análisis, Lógica e Informática Jurídica (CALIJ), y en 1985 retoma la publicación de Theoria en su segunda época.
Nombrado Catedrático Emérito de la UPV/EHU en 1990, continuó hasta su muerte, ocurrida cinco años después, dedicado a la investigación y al impulso institucional, movido por el mismo dinamismo de la década de los cincuenta. Además de Director de Theoria, era miembro de los consejos editores y asesores de prestigiosas revistas internacionales, así como socio de honor de la Sociedad de Lógica, Metodología y Filosofía de la Ciencia. Dejó viuda a María Luisa Cutanda, cuya promoción del estudio y la difusión de la obra del profesor ha sido fundamental. La Cátedra Miguel Sánchez-Mazas (UPV/EHU), coordinada por el profesor Andoni Ibarra, ha publicado en 2003 y 2004 dos volúmenes con las Obras Escogidas de Sánchez-Mazas.

## Pensamiento
Lo esencial de su pensamiento estuvo marcado por el "reto leibniziano de constituir una característica universal, completa y consistente, con el fin de obtener una representación perfecta de las nociones completas". A encarar este reto, mediante el diseño de una representación aritmética de los conceptos y propiedades, dedicó Sánchez-Mazas toda su vida investigadora. Las aplicaciones que el propio Sánchez-Mazas realizó de su método de representación aritmética de sistemas relacionales intencionales cubren una diversidad de dominios, desde la silogística aristotélica a la geometría de polígonos planos y convexos.
En el último período de su vida, la aplicación de ese método que ocupó su actividad investigadora fue, esencialmente, la formalización lógica de los sistemas normativos. Su tesis de doctorado ès-lettres por la Universidad de Neuchâtel, Cálculo de las Normas, defendida en 1973, se ha convertido en una obra clásica de la lógica de los sistemas normativos. A ese trabajo siguieron muchos otros donde proponía lógicas deónticas aritmetizables, siempre en el espíritu de las ideas seminales de Leibniz. Aun sin haber seguido nunca una formación académica jurídica (puesto que su recorrido estudiantil se canalizó en las carreras físico-matemática y filosófica), fue esa aplicación de la lógica al campo ético-jurídico aquella en que aportará más brillantes innovaciones, como la formalización de los impedimentos matrimoniales, lógicamente calculados. Ese empeño le llevó a fundar en su período final de catedrático en San Sebastián el CALIJ (Centro de Análisis, lógica e Informática Jurídica).